# Yuki (cantante)
Yuki, all'anagrafe Yuki Isoya (磯谷有希?, Isoya Yuki) (Hakodate, 17 febbraio 1972), è una cantante giapponese.
Dopo aver cantato con band j-rock e j-pop come i Judy and Mary ha intrapreso nel 2002 una carriera solista di successo che l'ha vista, fra l'altro, dare la propria voce alle sigle dell'anime Honey and Clover.

## Biografia
Yuki Isoya nasce nella fredda Hokkaidō, l'isola più a nord delle quattro principali dell'arcipelago giapponese. Il padre era un preside delle scuole elementari, ed ha una sorella più grande di nome Yukari ed un fratello più piccolo di nome Taminori. Dopo essersi diplomata all'Hakodate Otani College lavora come guida turistica e come estetista.
Successivamente si impegna musicalmente come voce principale in diversi gruppi j-rock e j-pop: la sua performance più nota, che le porterà il successo, è quella con la band Judy and Mary. Duetta con Kate Pierson (The B-52's) nella band NiNa ed è membro della band femminile Mean Machine. L'artista arriva anche a tenere un proprio programma radiofonico presso una emittente giapponese.
Oltre alla musica e agli impegni in televisione in diverse pubblicità (è testimonial per Sony Ericsson, Toyota e l'azienda di telecomunicazioni Ntt DoCoMo) Yuki si interessa anche particolarmente alla moda e appare diverse volte su riviste quali Cutie, Non-No e Zipper. Oltre agli album da solista pubblica diversi DVD delle sue performance dal vivo e diversi libri autobiografici.
Sposata con Yo-King, membro dei Magokoro Brothers, il 18 aprile 2003 dà alla luce il primo figlio che muore nel 2005 per cause ignote (SIDS). Il 29 agosto 2006 nasce il secondo figlio della coppia. Il 5 febbraio 2009 è stato annunciato sulla sua homepage ufficiale che era incinta di cinque mesi e che il suo terzo figlio dovrebbe nascere a giugno.
Il 1º giugno 2009 è stato pubblicato un annuncio sulla sezione femminile del sito della Oricon (eltha) che il terzo figlio di Yuki è nato e che tutti e due stanno bene, lei è felice per il nuovo arrivo e si gode una vita tranquilla. Dichiara anche che al momento vuole continuare a vivere seguendo questo ritmo tranquillo per porre la famiglia come priorità e rivolgendosi ai fan si augura che continuino a seguirla appassionatamente. La nascita nel mese di giugno le ricorda che proprio 18 anni fa nello stesso periodo si incominciarono a gettare le basi per la band Judy and Mary.

## Discografia

### Album
- 2002 - Prismic
- 2003 - commune
- 2005 - Joy
- 2006 - Wave
- 2010 - Ureshikutte dakiauyo (うれしくって抱きあうよ)
- 2011 - Megaphonic
- 2014 - Fly
- 2017 - Mabataki

### Raccolte
- 2007 - Five-star
- 2012 - Powers of Ten
- 2012 - Between The Ten

### Singoli
- 2002 - the end of shite
- 2002 - Prism (プリズム)
- 2002 - 66db
- 2002 - Stand Up! Sister (スタンドアップ！シスター)
- 2003 - Sentimental Journey (センチメンタルジャーニー)
- 2003 - Hummingbird (ハミングバード)
- 2004 - Home Sweet Home
- 2004 - Hello Goodbye (ハローグッバイ)
- 2005 - Joy
- 2005 - Nagai yume (長い夢)
- 2005 - Dramatic (ドラマチック)
- 2005 - Yorokobi no tane (歓びの種)
- 2006 - Melancholinista (メランコリニスタ)
- 2006 - Fugainaiya (ふがいないや)
- 2007 - Biscuit (ビスケット)
- 2007 - Hoshikuzu Sunset (星屑サンセット)
- 2007 - Wonder Line (ワンダーライン)
- 2008 - Kisha ni notte (汽車に乗って)
- 2008 - Message (メッセージ)
- 2009 - Rendezvous (ランデヴー)
- 2009 - Cposmic Box
- 2010 - Ureshikutte dakiauyo (うれしくって抱きあうよ)
- 2010 - Futari no Story (2人のストーリー)
- 2011 - Himitsu (ひみつ)
- 2011 - Hello !
- 2012 - Playball/Sakamichi no melody (プレイボール/坂道のメロディ)
- 2012 - Watashi no negaigoto (わたしの願い事)
- 2013 - Starman

## Videografia
- 2005 - Yuki Videos (ユキビデオ)
- 2005 - Sweet Home Rock'n Roll Tour
- 2006 - Yuki Live Yuki Tour "Joy", 20 maggio 2005 al Nihon Budōkan (ユキライブ YUKI TOUR "joy" 2005年5月20日 日本武道館)
- 2008 - Yuki Videos 2 (ユキビデオ2)
- 2008 - Yuki Live "5-star" ~The Gift Will Suddenly Arrive~
- 2009 - Yuki concert New Rhythm Tour 2008

## Libri
- Yuki Girly Rock; yuki biografia (1997)
- Yuki Girly Swing; yuki autobiografia & diario (1997)
- Yuki Girly Folk; yuki biografia (2000)
- Yuki Girly Boogie; yuki autobiografia (2000)
- Yuki Girly Wave; yuki biografia (2004)
- Yuki Girly Tree; yuki autobiografia (2004)

## Filmografia
- Mizu no onna (水の女?), regia di Hidenori Sugimori (2002)